# Makassaröl

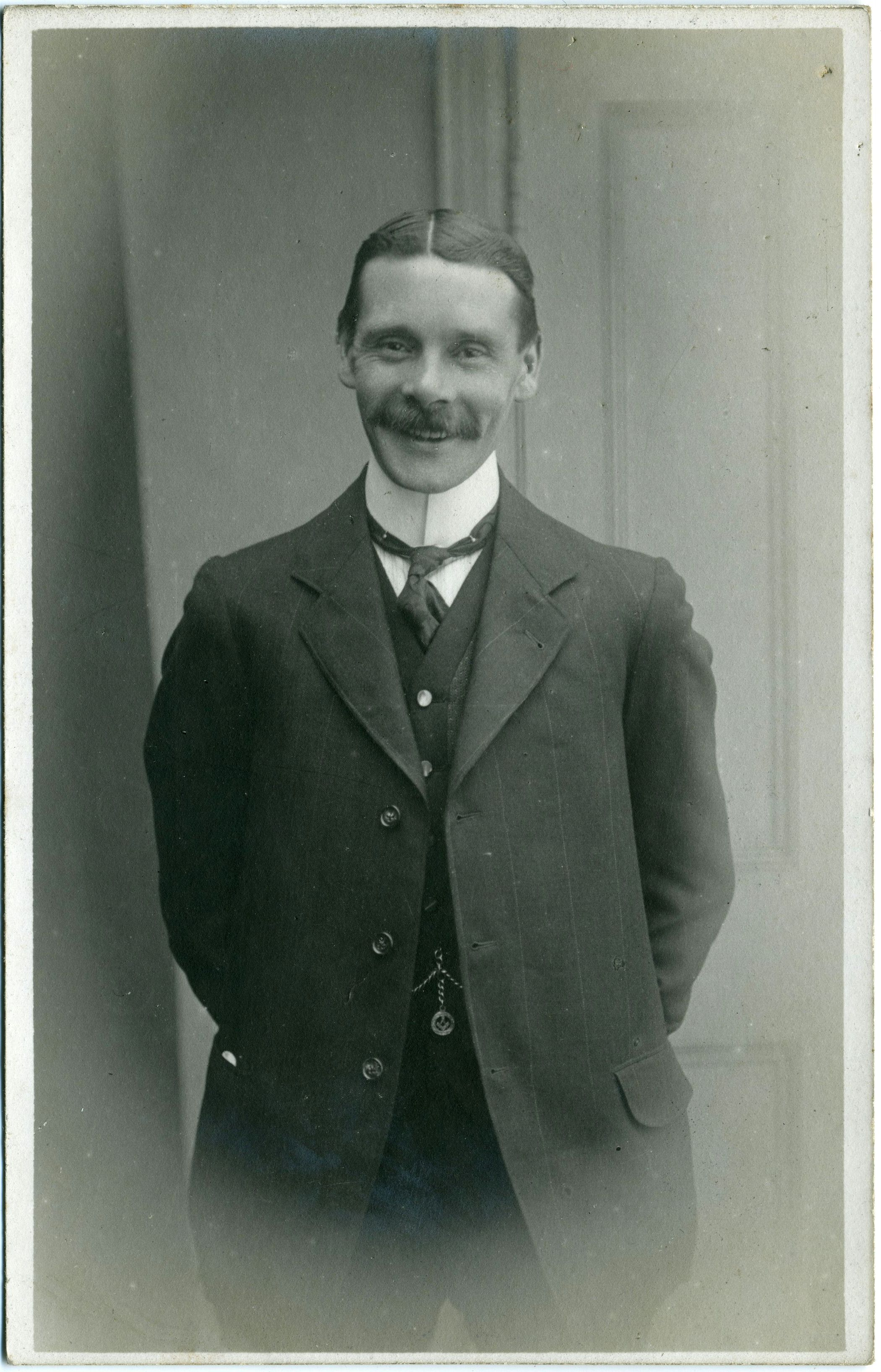
Ein Mann mit Makassaröl im Haar

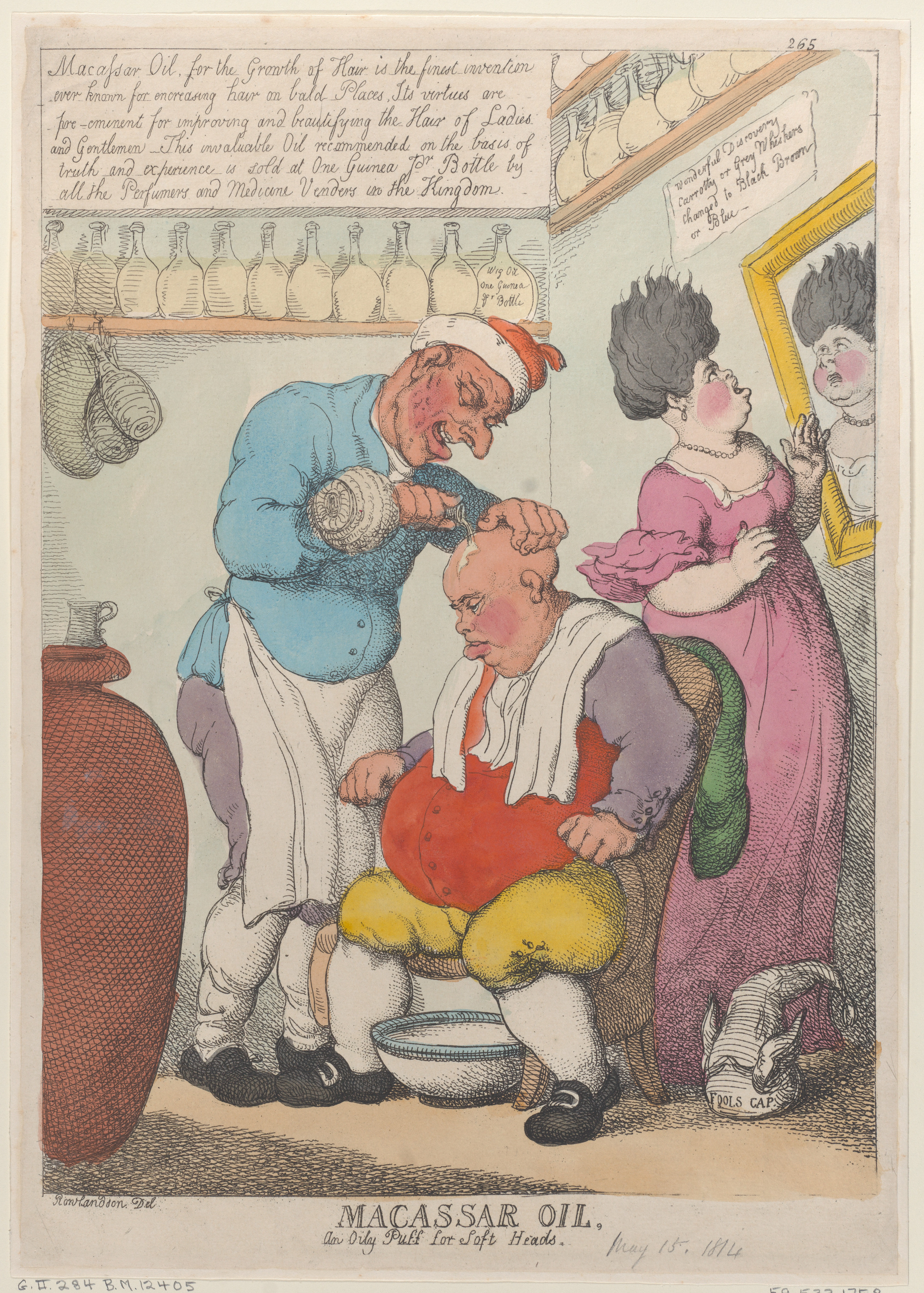
Karikatur zu Makassaröl

Makassaröl oder Macassaröl, Kusumöl, ist ein zusammengemischtes wohlriechendes Öl, das hauptsächlich von Männern im 19. und frühen 20. Jahrhundert beziehungsweise im Viktorianischen Zeitalter und in der Edwardischen Epoche als Haaröl, zum Teil analog einer heutigen Haarspülung, zum Kämmen und Frisieren verwendet wurde.
Makassaröl ist das Samenöl von Schleichera oleosa meist wurde es mit Kokosöl, Palmöl oder mit Ylang-Ylang-Öl sowie anderen duftenden Ölen vermischt. Oder es wurde ganz ohne das echte Makassaröl hergestellt 
Es wurde vermutlich so genannt, weil die für die Ölherstellung benötigten Zutaten über die niederländisch-indische (heute indonesische) Hafenstadt Makassar nach Europa importiert wurden. Literarisch wurde das Haaröl im Epos „Don Juan“ von Lord Byron erwähnt.
Um zu verhindern, dass die mit Makassaröl gespülten Haare eines Mannes das Fett auf die Lehne seines Stuhls übertrugen, wurde in dieser Zeit das Antimakassar entworfen. Dies ist ein kleines, gehäkeltes oder besticktes Tuch über der Stuhllehne zum Schutz der Polsterung, welches heutzutage noch in Hotels und öffentlichen Verkehrsmitteln zu finden ist. Literarische Erwähnung findet das Antimakassar im Roman Mathilde Möhring von Theodor Fontane.